# عمر بن طاهر
عمر بن طاهر (1 يناير 1969 - ) هو لاعب كرة قدم تونسي معتزل. لعب سابقًا مع نادي المحيط القرقني والنادي الرياضي الصفاقسي. 
لعب مع منتخب تونس في 12 مباراة وفيهم أحرز هدف في مباراة ضد نيجيريا (1-1) في فبراير 1992 وفي مباراة ضد أيسلندا في أكتوبر 1993 انتهت بفوز تونس 3- 1.